# Ibrahim I
Ibrahim I (verm. Istanboel, 5 november 1615 - verm. aldaar, 12 augustus 1648) was sultan van het Ottomaanse Rijk vanaf 1640 tot 1648.
Ibrahim I was een van de beruchtste Ottomaanse sultans. Hij werd na jaren vrijgelaten uit de kafes. Dit was een speciale afgesloten plek in het paleis waar mogelijke troonopvolgers opgesloten werden om te voorkomen dat ze een opstand zouden plegen. Hij volgde in 1640 zijn broer Murat IV op. Dit was echter tegen de wensen van Murat IV in. Deze had namelijk het bevel gegeven bij zijn eigen dood zijn broer te doden. Ibrahim had alle gruwelijkheden maar geen van de gaven van zijn broers geërfd en liet in een zeer korte tijd het rijk bijna ineenstorten. Daarin wordt hij misschien alleen geëvenaard door Phocas in het Byzantijnse Rijk. Ibrahim was waarschijnlijk geestelijk onstabiel, en leed ook aan een depressie na de dood van zijn broer. In werkelijkheid regeerde niet hij, maar zijn moeder, Kösem, die niet langer gehinderd werd in het regeren van het rijk naar haar eigen wensen.
Het is bekend dat hij een obsessie had met vrouwen met obesitas, en hij vroeg zijn minderen de dikst mogelijke vrouw voor hem te vinden. Een kandidaat werd in Georgië of Armenië gevonden en Ibrahim I was zo blij met haar dat hij haar geld en staatsburgerschap verschafte.

## Ottomaans-Venetiaanse oorlog
Ibrahim hield zich eerst afzijdig van politiek, maar op een gegeven moment werd er een persoonlijke vloot, met leden uit zijn entourage en een geliefde met zoon uit zijn harem, onderschept door ridders van de Orde van Malta. Toen deze ridders tijdens een storm aanmeerden op Kreta, dat toen deel uitmaakte van de Republiek Venetië, betichtte Ibrahim hen van betrokkenheid. Dit was het begin van de Kretenzische oorlog (1645–1669). Tegen 1648 hadden de Ottomanen geheel Kreta veroverd, met uitzondering van Candia.

## Dood
Ibrahim werd hierna nog onvoorspelbaarder. Op een gegeven moment liet hij bijna alle 280 leden van de harem ombrengen door ze in verzwaarde zakken in de rivier te gooien. Dit was de druppel; hij werd samen met de grootvizier Hezarpare Ahmet Pasha afgezet en geëxecuteerd. Dit gebeurde met goedkeuring van zijn moeder Kösem, die haar kleinzoon Mehmed IV als opvolger naar voren schoof.